# یسپر گرونیائر
یسپر گرونیائر (به انگلیسی: Jesper Grønkjær) (زاده ۱۲ اوت ۱۹۷۷ - نوک (گرینلند)) بازیکن فوتبال اهل دانمارک است.

## فعالیت
وی سابقه عضویت در باشگاه‌های آژاکس، چلسی و اتلتیکو مادرید را دارد.
گرونیائر ۸۰ بازی و ۵ گل ملی در کارنامه دارد و در جام‌های جهانی ۲۰۰۲ و ۲۰۱۰ حضور داشته‌است.